# Lista över fornlämningar i Sävsjö kommun
Lista över fornlämningar i Sävsjö kommun är en förteckning av ett urval av de fornlämningar som finns i Sävsjö kommun.

## Hjälmseryd
| Namn                         | Lämningstyp                      | Tillkomsttid | Historisk indelning | Plats | Läge                 | ID-nr          | Bild                                      |
| ---------------------------- | -------------------------------- | ------------ | ------------------- | ----- | -------------------- | -------------- | ----------------------------------------- |
| Hjälmseryd 4:1               | Röse                             |              | Hjälmseryd, Småland |       | 57.199298, 14.522554 | 10060100040001 | Ladda upp en bild av detta fornminne      |
| Hjälmseryd 16:1              | Röse                             |              | Hjälmseryd, Småland |       | 57.189773, 14.460825 | 10060100160001 | Ladda upp en bild av detta fornminne      |
| Drakarör (Hjälmseryd 30:1)   | Röse                             |              | Hjälmseryd, Småland |       | 57.264446, 14.562951 | 10060100300001 | Ladda upp en bild av detta fornminne      |
| Hjälmseryd 32:1              | Husgrund, förhistorisk/medeltida |              | Hjälmseryd, Småland |       | 57.184709, 14.603643 | 10060100320001 | Ladda upp en bild av detta fornminne      |
| Hjälmseryd 37:1              | Stensättning                     |              | Hjälmseryd, Småland |       | 57.234147, 14.518045 | 10060100370001 | Ladda upp en bild av detta fornminne      |
| Hjälmseryd 41:2              | Stensättning                     |              | Hjälmseryd, Småland |       | 57.255569, 14.533603 | 10060100410002 | Ladda upp en bild av detta fornminne      |
| Hjälmseryd 41:3              | Stensättning                     |              | Hjälmseryd, Småland |       | 57.255474, 14.533616 | 10060100410003 | Ladda upp en bild av detta fornminne      |
| Hjälmseryd 41:4              | Stenkrets                        |              | Hjälmseryd, Småland |       | 57.255459, 14.533817 | 10060100410004 | Ladda upp en bild av detta fornminne      |
| Hjälmseryd 42:1              | Röse                             |              | Hjälmseryd, Småland |       | 57.287082, 14.559523 | 10060100420001 | Ladda upp en bild av detta fornminne      |
| Hjälmseryd 43:1              | Röse                             |              | Hjälmseryd, Småland |       | 57.286787, 14.560452 | 10060100430001 | Ladda upp en bild av detta fornminne      |
| Drakarör (Hjälmseryd 44:1)   | Röse                             |              | Hjälmseryd, Småland |       | 57.290726, 14.555904 | 10060100440001 | Ladda upp en bild av detta fornminne      |
| Drakarör (Hjälmseryd 44:2)   | Stensättning                     |              | Hjälmseryd, Småland |       | 57.290652, 14.556379 | 10060100440002 | Ladda upp en bild av detta fornminne      |
| Hjälmseryd 46:1              | Röse                             |              | Hjälmseryd, Småland |       | 57.303955, 14.526208 | 10060100460001 | Ladda upp en bild av detta fornminne      |
| Hjälmseryd 47:1              | Röse                             |              | Hjälmseryd, Småland |       | 57.305806, 14.526863 | 10060100470001 | Ladda upp en bild av detta fornminne      |
| Hjälmseryd 48:1              | Röse                             |              | Hjälmseryd, Småland |       | 57.309087, 14.528302 | 10060100480001 | Ladda upp en bild av detta fornminne      |
| Hjälmseryd 50:1              | Röse                             |              | Hjälmseryd, Småland |       | 57.294678, 14.556551 | 10060100500001 | Ladda upp en bild av detta fornminne      |
| Hjälmseryd 51:1              | Röse                             |              | Hjälmseryd, Småland |       | 57.295375, 14.556784 | 10060100510001 | Ladda upp en bild av detta fornminne      |
| Hjälmseryd 52:1              | Röse                             |              | Hjälmseryd, Småland |       | 57.296092, 14.557302 | 10060100520001 | Ladda upp en bild av detta fornminne      |
| Hjälmseryd 53:1              | Röse                             |              | Hjälmseryd, Småland |       | 57.304508, 14.549716 | 10060100530001 | Ladda upp en bild av detta fornminne      |
| Hjälmseryd 53:2              | Stensättning                     |              | Hjälmseryd, Småland |       | 57.304512, 14.549289 | 10060100530002 | Ladda upp en bild av detta fornminne      |
| Hjälmseryd 57:1              | Gravfält                         |              | Hjälmseryd, Småland |       | 57.308556, 14.514981 | 10060100570001 | Ladda upp en till bild av detta fornminne |
| Hjälmseryd 59:1              | Röse                             |              | Hjälmseryd, Småland |       | 57.309079, 14.510008 | 10060100590001 | Ladda upp en bild av detta fornminne      |
| Hjälmseryd 60:1              | Röse                             |              | Hjälmseryd, Småland |       | 57.308484, 14.509670 | 10060100600001 | Ladda upp en bild av detta fornminne      |
| Hjälmseryd 61:1              | Röse                             |              | Hjälmseryd, Småland |       | 57.306514, 14.509600 | 10060100610001 | Ladda upp en bild av detta fornminne      |
| Hjälmseryd 62:1              | Stensättning                     |              | Hjälmseryd, Småland |       | 57.308516, 14.558289 | 10060100620001 | Ladda upp en bild av detta fornminne      |
| Hjälmseryd 63:1              | Stensättning                     |              | Hjälmseryd, Småland |       | 57.305911, 14.479945 | 10060100630001 | Ladda upp en bild av detta fornminne      |
| Hjälmseryd 64:1              | Röse                             |              | Hjälmseryd, Småland |       | 57.306459, 14.479743 | 10060100640001 | Ladda upp en bild av detta fornminne      |
| Hjälmseryd 65:1              | Gravfält                         |              | Hjälmseryd, Småland |       | 57.298276, 14.480864 | 10060100650001 | Ladda upp en bild av detta fornminne      |
| Hjälmseryd 67:1              | Röse                             |              | Hjälmseryd, Småland |       | 57.284730, 14.479735 | 10060100670001 | Ladda upp en bild av detta fornminne      |
| Hjälmseryd 68:1              | Röse                             |              | Hjälmseryd, Småland |       | 57.315198, 14.496144 | 10060100680001 | Ladda upp en bild av detta fornminne      |
| Drakaröret (Hjälmseryd 71:1) | Röse                             |              | Hjälmseryd, Småland |       | 57.284757, 14.459481 | 10060100710001 | Ladda upp en bild av detta fornminne      |
| Hjälmseryd 73:1              | Gravfält                         |              | Hjälmseryd, Småland |       | 57.296305, 14.477511 | 10060100730001 | Ladda upp en bild av detta fornminne      |
| Hjälmseryd 74:1              | Röse                             |              | Hjälmseryd, Småland |       | 57.257980, 14.450414 | 10060100740001 | Ladda upp en bild av detta fornminne      |
| Hjälmseryd 75:1              | Röse                             |              | Hjälmseryd, Småland |       | 57.258096, 14.451912 | 10060100750001 | Ladda upp en bild av detta fornminne      |
| Hjälmseryd 80:1              | Stensättning                     |              | Hjälmseryd, Småland |       | 57.303895, 14.481003 | 10060100800001 | Ladda upp en bild av detta fornminne      |
| Hjälmseryd 99:1              | Röse                             |              | Hjälmseryd, Småland |       | 57.270120, 14.469541 | 10060100990001 | Ladda upp en bild av detta fornminne      |
| Hjälmseryd 104:1             | Stensättning                     |              | Hjälmseryd, Småland |       | 57.265750, 14.562668 | 10060101040001 | Ladda upp en bild av detta fornminne      |
| Hjälmseryd 108:1             | Röse                             |              | Hjälmseryd, Småland |       | 57.280411, 14.521510 | 10060101080001 | Ladda upp en bild av detta fornminne      |
| Hjälmseryd 109:1             | Röse                             |              | Hjälmseryd, Småland |       | 57.279776, 14.521608 | 10060101090001 | Ladda upp en bild av detta fornminne      |
| Hjälmseryd 135:1             | Stensättning                     |              | Hjälmseryd, Småland |       | 57.189232, 14.545323 | 10060101350001 | Ladda upp en bild av detta fornminne      |
| Hjälmseryd 135:2             | Stensättning                     |              | Hjälmseryd, Småland |       | 57.189356, 14.546075 | 10060101350002 | Ladda upp en bild av detta fornminne      |
| Hjälmseryd 136:1             | Grav markerad av sten/block      |              | Hjälmseryd, Småland |       | 57.294594, 14.448533 | 10060101360001 | Ladda upp en bild av detta fornminne      |
| Hjälmseryd 176:1             | Stensättning                     |              | Hjälmseryd, Småland |       | 57.223144, 14.512893 | 10060101760001 | Ladda upp en bild av detta fornminne      |
| Hjälmseryd 176:3             | Stensättning                     |              | Hjälmseryd, Småland |       | 57.223285, 14.512671 | 10060101760003 | Ladda upp en bild av detta fornminne      |
| Hjälmseryd 193:1             | Röse                             |              | Hjälmseryd, Småland |       | 57.299139, 14.523951 | 10060101930001 | Ladda upp en bild av detta fornminne      |
| Hjälmseryd 195:1             | Röse                             |              | Hjälmseryd, Småland |       | 57.295296, 14.526308 | 10060101950001 | Ladda upp en bild av detta fornminne      |
| Hjälmseryd 208:1             | Stensättning                     |              | Hjälmseryd, Småland |       | 57.245064, 14.591177 | 10060102080001 | Ladda upp en bild av detta fornminne      |
| Hjälmseryd 214:1             | Stensättning                     |              | Hjälmseryd, Småland |       | 57.196560, 14.591787 | 10060102140001 | Ladda upp en bild av detta fornminne      |
| Hjälmseryd 235:1             | Röse                             |              | Hjälmseryd, Småland |       | 57.204216, 14.575115 | 10060102350001 | Ladda upp en bild av detta fornminne      |
| Hjälmseryd 237:1             | Stensättning                     |              | Hjälmseryd, Småland |       | 57.206751, 14.571018 | 10060102370001 | Ladda upp en bild av detta fornminne      |
| Hjälmseryd 238:1             | Röse                             |              | Hjälmseryd, Småland |       | 57.208902, 14.578205 | 10060102380001 | Ladda upp en bild av detta fornminne      |
| Hjälmseryd 242:1             | Röse                             |              | Hjälmseryd, Småland |       | 57.207833, 14.580653 | 10060102420001 | Ladda upp en bild av detta fornminne      |
| Hjälmseryd 244:1             | Stensättning                     |              | Hjälmseryd, Småland |       | 57.172309, 14.530454 | 10060102440001 | Ladda upp en bild av detta fornminne      |
| Hjälmseryd 259:1             | Hällristning                     |              | Hjälmseryd, Småland |       | 57.307746, 14.512720 | 10060102590001 | Ladda upp en bild av detta fornminne      |

## Hjärtlanda
| Namn                                | Lämningstyp  | Tillkomsttid | Historisk indelning | Plats | Läge                 | ID-nr          | Bild                                      |
| ----------------------------------- | ------------ | ------------ | ------------------- | ----- | -------------------- | -------------- | ----------------------------------------- |
| Hjärtlanda 2:1                      | Gravfält     |              | Hjärtlanda, Småland |       | 57.338458, 14.663304 | 10300800020001 | Ladda upp en bild av detta fornminne      |
| Hjärtlanda 3:1                      | Röse         |              | Hjärtlanda, Småland |       | 57.343498, 14.674372 | 10300800030001 | Ladda upp en bild av detta fornminne      |
| Hjärtlanda 5:1                      | Röse         |              | Hjärtlanda, Småland |       | 57.354093, 14.669001 | 10300800050001 | Ladda upp en bild av detta fornminne      |
| Hjärtlanda 6:1                      | Stensättning |              | Hjärtlanda, Småland |       | 57.352763, 14.681781 | 10300800060001 | Ladda upp en bild av detta fornminne      |
| Hjärtlanda 6:2                      | Stensättning |              | Hjärtlanda, Småland |       | 57.352878, 14.681812 | 10300800060002 | Ladda upp en bild av detta fornminne      |
| Hjärtlanda 6:3                      | Stensättning |              | Hjärtlanda, Småland |       | 57.352834, 14.681992 | 10300800060003 | Ladda upp en bild av detta fornminne      |
| Hjärtlanda 7:1                      | Röse         |              | Hjärtlanda, Småland |       | 57.377543, 14.660347 | 10300800070001 | Ladda upp en bild av detta fornminne      |
| Hjärtlanda 8:1                      | Röse         |              | Hjärtlanda, Småland |       | 57.364703, 14.660042 | 10300800080001 | Ladda upp en bild av detta fornminne      |
| Hjärtlanda 9:1                      | Röse         |              | Hjärtlanda, Småland |       | 57.361129, 14.663066 | 10300800090001 | Ladda upp en bild av detta fornminne      |
| Hjärtlanda 10:1                     | Gravfält     |              | Hjärtlanda, Småland |       | 57.368833, 14.678533 | 10300800100001 | Ladda upp en bild av detta fornminne      |
| Hjärtlanda 11:1                     | Gravfält     |              | Hjärtlanda, Småland |       | 57.365122, 14.680224 | 10300800110001 | Ladda upp en bild av detta fornminne      |
| Hjärtlanda 12:1                     | Röse         |              | Hjärtlanda, Småland |       | 57.367371, 14.642184 | 10300800120001 | Ladda upp en bild av detta fornminne      |
| Hjärtlanda 12:2                     | Stensättning |              | Hjärtlanda, Småland |       | 57.367232, 14.641972 | 10300800120002 | Ladda upp en bild av detta fornminne      |
| Hjärtlanda 14:1                     | Gravfält     |              | Hjärtlanda, Småland |       | 57.340581, 14.633199 | 10300800140001 | Ladda upp en bild av detta fornminne      |
| Hjärtlanda 16:1                     | Stensättning |              | Hjärtlanda, Småland |       | 57.369172, 14.698066 | 10300800160001 | Ladda upp en bild av detta fornminne      |
| Hjärtlanda 17:1                     | Stensättning |              | Hjärtlanda, Småland |       | 57.367023, 14.704588 | 10300800170001 | Ladda upp en bild av detta fornminne      |
| Hjärtlanda 18:1                     | Stensättning |              | Hjärtlanda, Småland |       | 57.361808, 14.698688 | 10300800180001 | Ladda upp en bild av detta fornminne      |
| Hjärtlanda 19:1                     | Röse         |              | Hjärtlanda, Småland |       | 57.365144, 14.691419 | 10300800190001 | Ladda upp en bild av detta fornminne      |
| Hjärtlanda 20:1                     | Röse         |              | Hjärtlanda, Småland |       | 57.361067, 14.686467 | 10300800200001 | Ladda upp en bild av detta fornminne      |
| Hjärtlanda 21:1                     | Röse         |              | Hjärtlanda, Småland |       | 57.376588, 14.697312 | 10300800210001 | Ladda upp en bild av detta fornminne      |
| Natt och Dagröset (Hjärtlanda 22:1) | Röse         |              | Hjärtlanda, Småland |       | 57.374294, 14.695743 | 10300800220001 | Ladda upp en bild av detta fornminne      |
| Hjärtlanda 23:1                     | Stensättning |              | Hjärtlanda, Småland |       | 57.378325, 14.691902 | 10300800230001 | Ladda upp en bild av detta fornminne      |
| Hjärtlanda 24:1                     | Stensättning |              | Hjärtlanda, Småland |       | 57.371116, 14.697427 | 10300800240001 | Ladda upp en bild av detta fornminne      |
| Hjärtlanda 25:1                     | Gravfält     |              | Hjärtlanda, Småland |       | 57.367304, 14.683309 | 10300800250001 | Ladda upp en till bild av detta fornminne |
| Hjärtlanda 26:1                     | Röse         |              | Hjärtlanda, Småland |       | 57.371345, 14.703878 | 10300800260001 | Ladda upp en bild av detta fornminne      |
| Hjärtlanda 27:1                     | Gravfält     |              | Hjärtlanda, Småland |       | 57.338021, 14.651900 | 10300800270001 | Ladda upp en bild av detta fornminne      |
| Hjärtlanda 30:1                     | Stensättning |              | Hjärtlanda, Småland |       | 57.357208, 14.671020 | 10300800300001 | Ladda upp en bild av detta fornminne      |
| Hjärtlanda 35:1                     | Stensättning |              | Hjärtlanda, Småland |       | 57.357135, 14.698176 | 10300800350001 | Ladda upp en bild av detta fornminne      |
| Hjärtlanda 35:2                     | Stensättning |              | Hjärtlanda, Småland |       | 57.357206, 14.698064 | 10300800350002 | Ladda upp en bild av detta fornminne      |
| Hjärtlanda 49:1                     | Stensättning |              | Hjärtlanda, Småland |       | 57.361369, 14.697751 | 10300800490001 | Ladda upp en bild av detta fornminne      |

## Hultsjö
| Namn                      | Lämningstyp      | Tillkomsttid | Historisk indelning | Plats | Läge                 | ID-nr          | Bild                                 |
| ------------------------- | ---------------- | ------------ | ------------------- | ----- | -------------------- | -------------- | ------------------------------------ |
| Hultsjö 6:1               | Stensättning     |              | Hultsjö, Småland    |       | 57.216961, 14.647111 | 10060400060001 | Ladda upp en bild av detta fornminne |
| Hultsjö 7:1               | Stensättning     |              | Hultsjö, Småland    |       | 57.270654, 14.753588 | 10060400070001 | Ladda upp en bild av detta fornminne |
| Toras grav (Hultsjö 8:1)  | Stenkammargrav   |              | Hultsjö, Småland    |       | 57.234195, 14.746433 | 10060400080001 | Ladda upp en bild av detta fornminne |
| Hultsjö 9:1               | Stensättning     |              | Hultsjö, Småland    |       | 57.234729, 14.750596 | 10060400090001 | Ladda upp en bild av detta fornminne |
| Hultsjö 9:2               | Stensättning     |              | Hultsjö, Småland    |       | 57.234662, 14.750296 | 10060400090002 | Ladda upp en bild av detta fornminne |
| Hultsjö 11:1              | Röse             |              | Hultsjö, Småland    |       | 57.248831, 14.761453 | 10060400110001 | Ladda upp en bild av detta fornminne |
| Hultsjö 12:1              | Röse             |              | Hultsjö, Småland    |       | 57.247418, 14.738943 | 10060400120001 | Ladda upp en bild av detta fornminne |
| Hultsjö 16:1              | Stensättning     |              | Hultsjö, Småland    |       | 57.247233, 14.671613 | 10060400160001 | Ladda upp en bild av detta fornminne |
| Hultsjö 20:1              | Stensättning     |              | Hultsjö, Småland    |       | 57.267776, 14.684919 | 10060400200001 | Ladda upp en bild av detta fornminne |
| Hultsjö 25:1              | Stensättning     |              | Hultsjö, Småland    |       | 57.249765, 14.701467 | 10060400250001 | Ladda upp en bild av detta fornminne |
| Drakaröret (Hultsjö 28:1) | Röse             |              | Hultsjö, Småland    |       | 57.271983, 14.710023 | 10060400280001 | Ladda upp en bild av detta fornminne |
| Hultsjö 29:1              | Stensättning     |              | Hultsjö, Småland    |       | 57.279204, 14.705616 | 10060400290001 | Ladda upp en bild av detta fornminne |
| Hultsjö 29:2              | Stensättning     |              | Hultsjö, Småland    |       | 57.279283, 14.705849 | 10060400290002 | Ladda upp en bild av detta fornminne |
| Hultsjö 29:3              | Hög              |              | Hultsjö, Småland    |       | 57.279390, 14.705948 | 10060400290003 | Ladda upp en bild av detta fornminne |
| Hultsjö 30:1              | Röse             |              | Hultsjö, Småland    |       | 57.272162, 14.686967 | 10060400300001 | Ladda upp en bild av detta fornminne |
| Hultsjö 34:1              | Stensättning     |              | Hultsjö, Småland    |       | 57.275939, 14.689259 | 10060400340001 | Ladda upp en bild av detta fornminne |
| Hultsjö 38:1              | Stensättning     |              | Hultsjö, Småland    |       | 57.291932, 14.684047 | 10060400380001 | Ladda upp en bild av detta fornminne |
| Hultsjö 38:2              | Stensättning     |              | Hultsjö, Småland    |       | 57.291961, 14.683831 | 10060400380002 | Ladda upp en bild av detta fornminne |
| Hultsjö 39:1              | Stensättning     |              | Hultsjö, Småland    |       | 57.293325, 14.684986 | 10060400390001 | Ladda upp en bild av detta fornminne |
| Hultsjö 40:1              | Röse             |              | Hultsjö, Småland    |       | 57.300110, 14.682468 | 10060400400001 | Ladda upp en bild av detta fornminne |
| Hultsjö 40:2              | Stensättning     |              | Hultsjö, Småland    |       | 57.300168, 14.682227 | 10060400400002 | Ladda upp en bild av detta fornminne |
| Hultsjö 41:1              | Stenkammargrav   |              | Hultsjö, Småland    |       | 57.299671, 14.683787 | 10060400410001 | Ladda upp en bild av detta fornminne |
| Hultsjö 42:1              | Röse             |              | Hultsjö, Småland    |       | 57.309106, 14.668756 | 10060400420001 | Ladda upp en bild av detta fornminne |
| Hultsjö 43:1              | Hög              |              | Hultsjö, Småland    |       | 57.307579, 14.669678 | 10060400430001 | Ladda upp en bild av detta fornminne |
| Hultsjö 43:2              | Hög              |              | Hultsjö, Småland    |       | 57.307718, 14.669633 | 10060400430002 | Ladda upp en bild av detta fornminne |
| Hultsjö 44:1              | Röse             |              | Hultsjö, Småland    |       | 57.302828, 14.685726 | 10060400440001 | Ladda upp en bild av detta fornminne |
| Hultsjö 45:1              | Röse             |              | Hultsjö, Småland    |       | 57.301213, 14.685849 | 10060400450001 | Ladda upp en bild av detta fornminne |
| Hultsjö 47:1              | Röse             |              | Hultsjö, Småland    |       | 57.301109, 14.691538 | 10060400470001 | Ladda upp en bild av detta fornminne |
| Hultsjö 48:1              | Röse             |              | Hultsjö, Småland    |       | 57.299745, 14.690787 | 10060400480001 | Ladda upp en bild av detta fornminne |
| Hultsjö 49:1              | Röse             |              | Hultsjö, Småland    |       | 57.302492, 14.698962 | 10060400490001 | Ladda upp en bild av detta fornminne |
| Hultsjö 51:1              | Stensättning     |              | Hultsjö, Småland    |       | 57.298529, 14.708881 | 10060400510001 | Ladda upp en bild av detta fornminne |
| Hultsjö 51:2              | Hög              |              | Hultsjö, Småland    |       | 57.298467, 14.709099 | 10060400510002 | Ladda upp en bild av detta fornminne |
| Drakarör (Hultsjö 52:1)   | Stensättning     |              | Hultsjö, Småland    |       | 57.296773, 14.708704 | 10060400520001 | Ladda upp en bild av detta fornminne |
| Drakarör (Hultsjö 52:2)   | Stensättning     |              | Hultsjö, Småland    |       | 57.297248, 14.708657 | 10060400520002 | Ladda upp en bild av detta fornminne |
| Hultsjö 53:1              | Stensättning     |              | Hultsjö, Småland    |       | 57.280885, 14.721905 | 10060400530001 | Ladda upp en bild av detta fornminne |
| Hägarör (Hultsjö 54:1)    | Röse             |              | Hultsjö, Småland    |       | 57.288898, 14.741025 | 10060400540001 | Ladda upp en bild av detta fornminne |
| Bastaröret (Hultsjö 56:1) | Röse             |              | Hultsjö, Småland    |       | 57.294306, 14.759376 | 10060400560001 | Ladda upp en bild av detta fornminne |
| Kyrkeröret (Hultsjö 58:1) | Röse             |              | Hultsjö, Småland    |       | 57.296806, 14.735936 | 10060400580001 | Ladda upp en bild av detta fornminne |
| Hultsjö 59:1              | Stensättning     |              | Hultsjö, Småland    |       | 57.307462, 14.733377 | 10060400590001 | Ladda upp en bild av detta fornminne |
| Hultsjö 60:1              | Stensättning     |              | Hultsjö, Småland    |       | 57.320034, 14.738547 | 10060400600001 | Ladda upp en bild av detta fornminne |
| Hultsjö 61:1              | Hög              |              | Hultsjö, Småland    |       | 57.318497, 14.728717 | 10060400610001 | Ladda upp en bild av detta fornminne |
| Hultsjö 62:1              | Hög              |              | Hultsjö, Småland    |       | 57.318782, 14.729007 | 10060400620001 | Ladda upp en bild av detta fornminne |
| Hultsjö 62:2              | Stensättning     |              | Hultsjö, Småland    |       | 57.318708, 14.729142 | 10060400620002 | Ladda upp en bild av detta fornminne |
| Hultsjö 63:1              | Röse             |              | Hultsjö, Småland    |       | 57.323016, 14.736931 | 10060400630001 | Ladda upp en bild av detta fornminne |
| Hultsjö 64:1              | Gravfält         |              | Hultsjö, Småland    |       | 57.321105, 14.729648 | 10060400640001 | Ladda upp en bild av detta fornminne |
| Hultsjö 66:1              | Stenkammargrav   |              | Hultsjö, Småland    |       | 57.330619, 14.730609 | 10060400660001 | Ladda upp en bild av detta fornminne |
| Hultsjö 68:1              | Begravningsplats |              | Hultsjö, Småland    |       | 57.319326, 14.719160 | 10060400680001 | Ladda upp en bild av detta fornminne |
| Hultsjö 69:1              | Stensättning     |              | Hultsjö, Småland    |       | 57.310156, 14.737291 | 10060400690001 | Ladda upp en bild av detta fornminne |
| Hultsjö 70:1              | Gravfält         |              | Hultsjö, Småland    |       | 57.318823, 14.726159 | 10060400700001 | Ladda upp en bild av detta fornminne |
| Hultsjö 71:1              | Stensättning     |              | Hultsjö, Småland    |       | 57.329530, 14.730390 | 10060400710001 | Ladda upp en bild av detta fornminne |
| Hultsjö 72:1              | Röse             |              | Hultsjö, Småland    |       | 57.322895, 14.705320 | 10060400720001 | Ladda upp en bild av detta fornminne |
| Hultsjö 73:1              | Hög              |              | Hultsjö, Småland    |       | 57.319522, 14.718172 | 10060400730001 | Ladda upp en bild av detta fornminne |
| Hultsjö 73:2              | Stensättning     |              | Hultsjö, Småland    |       | 57.319446, 14.718054 | 10060400730002 | Ladda upp en bild av detta fornminne |
| Horebacken (Hultsjö 74:1) | Gravfält         |              | Hultsjö, Småland    |       | 57.320940, 14.718761 | 10060400740001 | Ladda upp en bild av detta fornminne |
| Hultsjö 76:1              | Röse             |              | Hultsjö, Småland    |       | 57.330788, 14.698614 | 10060400760001 | Ladda upp en bild av detta fornminne |
| Hultsjö 77:1              | Stensättning     |              | Hultsjö, Småland    |       | 57.333522, 14.700443 | 10060400770001 | Ladda upp en bild av detta fornminne |
| Hultsjö 79:1              | Röse             |              | Hultsjö, Småland    |       | 57.328522, 14.700264 | 10060400790001 | Ladda upp en bild av detta fornminne |
| Hultsjö 79:2              | Stensättning     |              | Hultsjö, Småland    |       | 57.328339, 14.700254 | 10060400790002 | Ladda upp en bild av detta fornminne |
| Hultsjö 82:1              | Stenkammargrav   |              | Hultsjö, Småland    |       | 57.331286, 14.661339 | 10060400820001 | Ladda upp en bild av detta fornminne |
| Hultsjö 83:1              | Röse             |              | Hultsjö, Småland    |       | 57.333258, 14.671489 | 10060400830001 | Ladda upp en bild av detta fornminne |
| Hultsjö 89:1              | Stensättning     |              | Hultsjö, Småland    |       | 57.255017, 14.640506 | 10060400890001 | Ladda upp en bild av detta fornminne |
| Hultsjö 97:1              | Stensättning     |              | Hultsjö, Småland    |       | 57.281320, 14.743009 | 10060400970001 | Ladda upp en bild av detta fornminne |
| Hultsjö 124:1             | Stensättning     |              | Hultsjö, Småland    |       | 57.322911, 14.699419 | 10060401240001 | Ladda upp en bild av detta fornminne |
| Hultsjö 134:1             | Stensättning     |              | Hultsjö, Småland    |       | 57.291652, 14.722938 | 10060401340001 | Ladda upp en bild av detta fornminne |
| Hultsjö 135:1             | Stensättning     |              | Hultsjö, Småland    |       | 57.313141, 14.675300 | 10060401350001 | Ladda upp en bild av detta fornminne |
| Hultsjö 141:1             | Röse             |              | Hultsjö, Småland    |       | 57.298561, 14.691340 | 10060401410001 | Ladda upp en bild av detta fornminne |
| Hultsjö 142:1             | Gravfält         |              | Hultsjö, Småland    |       | 57.299062, 14.691748 | 10060401420001 | Ladda upp en bild av detta fornminne |
| Hultsjö 143:1             | Stensättning     |              | Hultsjö, Småland    |       | 57.312218, 14.705301 | 10060401430001 | Ladda upp en bild av detta fornminne |
| Hultsjö 166:1             | Stensättning     |              | Hultsjö, Småland    |       | 57.287290, 14.758680 | 10060401660001 | Ladda upp en bild av detta fornminne |

## Hylletofta
| Namn                        | Lämningstyp      | Tillkomsttid | Historisk indelning | Plats | Läge                 | ID-nr          | Bild                                      |
| --------------------------- | ---------------- | ------------ | ------------------- | ----- | -------------------- | -------------- | ----------------------------------------- |
| Högarör (Hylletofta 1:1)    | Röse             |              | Hylletofta, Småland |       | 57.488070, 14.454990 | 10060600010001 | Ladda upp en bild av detta fornminne      |
| Skallerör (Hylletofta 4:1)  | Röse             |              | Hylletofta, Småland |       | 57.443544, 14.522018 | 10060600040001 | Ladda upp en bild av detta fornminne      |
| Hylletofta 6:1              | Röse             |              | Hylletofta, Småland |       | 57.434156, 14.528506 | 10060600060001 | Ladda upp en bild av detta fornminne      |
| Hylletofta 6:2              | Stensättning     |              | Hylletofta, Småland |       | 57.433927, 14.528352 | 10060600060002 | Ladda upp en bild av detta fornminne      |
| Kyrkröret (Hylletofta 11:1) | Röse             |              | Hylletofta, Småland |       | 57.432353, 14.498668 | 10060600110001 | Ladda upp en bild av detta fornminne      |
| Hylletofta 12:1             | Röse             |              | Hylletofta, Småland |       | 57.408422, 14.514387 | 10060600120001 | Ladda upp en bild av detta fornminne      |
| Hylletofta 13:1             | Röse             |              | Hylletofta, Småland |       | 57.413433, 14.529319 | 10060600130001 | Ladda upp en bild av detta fornminne      |
| Hylletofta 14:1             | Röse             |              | Hylletofta, Småland |       | 57.420796, 14.531367 | 10060600140001 | Ladda upp en bild av detta fornminne      |
| Hylletofta 16:1             | Gravfält         |              | Hylletofta, Småland |       | 57.401305, 14.516242 | 10060600160001 | Ladda upp en bild av detta fornminne      |
| Hylletofta 17:1             | Röse             |              | Hylletofta, Småland |       | 57.399165, 14.500388 | 10060600170001 | Ladda upp en bild av detta fornminne      |
| Hylletofta 17:2             | Stensättning     |              | Hylletofta, Småland |       | 57.399334, 14.500547 | 10060600170002 | Ladda upp en bild av detta fornminne      |
| Hylletofta 18:1             | Stensättning     |              | Hylletofta, Småland |       | 57.401828, 14.497786 | 10060600180001 | Ladda upp en bild av detta fornminne      |
| Hylletofta 19:1             | Röse             |              | Hylletofta, Småland |       | 57.398993, 14.521321 | 10060600190001 | Ladda upp en bild av detta fornminne      |
| Hylletofta 19:2             | Röse             |              | Hylletofta, Småland |       | 57.399324, 14.520843 | 10060600190002 | Ladda upp en bild av detta fornminne      |
| Hylletofta 22:1             | Stensättning     |              | Hylletofta, Småland |       | 57.405263, 14.493527 | 10060600220001 | Ladda upp en bild av detta fornminne      |
| Hylletofta 24:1             | Röse             |              | Hylletofta, Småland |       | 57.416760, 14.531333 | 10060600240001 | Ladda upp en bild av detta fornminne      |
| Hylletofta 24:2             | Stensättning     |              | Hylletofta, Småland |       | 57.416641, 14.531481 | 10060600240002 | Ladda upp en bild av detta fornminne      |
| Hylletofta 25:1             | Stensättning     |              | Hylletofta, Småland |       | 57.417953, 14.532392 | 10060600250001 | Ladda upp en bild av detta fornminne      |
| Hylletofta 26:1             | Gravfält         |              | Hylletofta, Småland |       | 57.398707, 14.513668 | 10060600260001 | Ladda upp en till bild av detta fornminne |
| Hylletofta 28:1             | Gravfält         |              | Hylletofta, Småland |       | 57.402303, 14.506745 | 10060600280001 | Ladda upp en bild av detta fornminne      |
| Hylletofta 29:1             | Stensättning     |              | Hylletofta, Småland |       | 57.411272, 14.500592 | 10060600290001 | Ladda upp en bild av detta fornminne      |
| Hylletofta 30:1             | Stensättning     |              | Hylletofta, Småland |       | 57.418851, 14.506688 | 10060600300001 | Ladda upp en bild av detta fornminne      |
| Hylletofta 31:1             | Stensättning     |              | Hylletofta, Småland |       | 57.407923, 14.501127 | 10060600310001 | Ladda upp en bild av detta fornminne      |
| Hylletofta 34:1             | Stensättning     |              | Hylletofta, Småland |       | 57.437299, 14.505793 | 10060600340001 | Ladda upp en bild av detta fornminne      |
| Hylletofta 34:2             | Stensättning     |              | Hylletofta, Småland |       | 57.437114, 14.505690 | 10060600340002 | Ladda upp en bild av detta fornminne      |
| Hylletofta 35:1             | Stensättning     |              | Hylletofta, Småland |       | 57.435595, 14.497565 | 10060600350001 | Ladda upp en bild av detta fornminne      |
| Hylletofta 36:1             | Stensättning     |              | Hylletofta, Småland |       | 57.416722, 14.505474 | 10060600360001 | Ladda upp en bild av detta fornminne      |
| Hylletofta 37:1             | Stensättning     |              | Hylletofta, Småland |       | 57.412270, 14.494307 | 10060600370001 | Ladda upp en bild av detta fornminne      |
| Hylletofta 38:1             | Stensättning     |              | Hylletofta, Småland |       | 57.413665, 14.499201 | 10060600380001 | Ladda upp en bild av detta fornminne      |
| Hylletofta 51:1             | Stensättning     |              | Hylletofta, Småland |       | 57.434879, 14.528539 | 10060600510001 | Ladda upp en bild av detta fornminne      |
| Hylletofta 51:2             | Stenkrets        |              | Hylletofta, Småland |       | 57.434993, 14.528464 | 10060600510002 | Ladda upp en bild av detta fornminne      |
| Hylletofta 51:3             | Stenkrets        |              | Hylletofta, Småland |       | 57.434747, 14.528433 | 10060600510003 | Ladda upp en bild av detta fornminne      |
| Hylletofta 51:4             | Stensättning     |              | Hylletofta, Småland |       | 57.434651, 14.528305 | 10060600510004 | Ladda upp en bild av detta fornminne      |
| Hylletofta 55:1             | Stensättning     |              | Hylletofta, Småland |       | 57.431660, 14.528383 | 10060600550001 | Ladda upp en bild av detta fornminne      |
| Hylletofta 92:1             | Röse             |              | Hylletofta, Småland |       | 57.421326, 14.532226 | 10060600920001 | Ladda upp en bild av detta fornminne      |
| Hylletofta 112              | Begravningsplats |              | Hylletofta, Småland |       | 57.430330, 14.462497 | 12000000001667 | Ladda upp en bild av detta fornminne      |
| Hylletofta 117              | Gravfält         |              | Hylletofta, Småland |       | 57.398254, 14.519900 | 12000000131638 | Ladda upp en bild av detta fornminne      |

## Skepperstad
| Namn                        | Lämningstyp                 | Tillkomsttid | Historisk indelning  | Plats | Läge                 | ID-nr          | Bild                                      |
| --------------------------- | --------------------------- | ------------ | -------------------- | ----- | -------------------- | -------------- | ----------------------------------------- |
| Skepperstad 2:1             | Röse                        |              | Skepperstad, Småland |       | 57.339007, 14.792144 | 10065400020001 | Ladda upp en bild av detta fornminne      |
| Skepperstad 3:1             | Röse                        |              | Skepperstad, Småland |       | 57.339581, 14.795157 | 10065400030001 | Ladda upp en bild av detta fornminne      |
| Skepperstad 4:1             | Stenkrets                   |              | Skepperstad, Småland |       | 57.340332, 14.796858 | 10065400040001 | Ladda upp en bild av detta fornminne      |
| Skepperstad 5:1             | Stensättning                |              | Skepperstad, Småland |       | 57.339687, 14.796920 | 10065400050001 | Ladda upp en bild av detta fornminne      |
| Skepperstad 5:2             | Stensättning                |              | Skepperstad, Småland |       | 57.339803, 14.796891 | 10065400050002 | Ladda upp en bild av detta fornminne      |
| Skepperstad 6:1             | Gravfält                    |              | Skepperstad, Småland |       | 57.310044, 14.803886 | 10065400060001 | Ladda upp en bild av detta fornminne      |
| Skepperstad 7:1             | Hög                         |              | Skepperstad, Småland |       | 57.310492, 14.803316 | 10065400070001 | Ladda upp en bild av detta fornminne      |
| Skepperstad 8:1             | Gravfält                    |              | Skepperstad, Småland |       | 57.341292, 14.788129 | 10065400080001 | Ladda upp en bild av detta fornminne      |
| Skepperstad 9:1             | Grav markerad av sten/block |              | Skepperstad, Småland |       | 57.344433, 14.780320 | 10065400090001 | Ladda upp en bild av detta fornminne      |
| Skepperstad 10:1            | Röse                        |              | Skepperstad, Småland |       | 57.378927, 14.722915 | 10065400100001 | Ladda upp en bild av detta fornminne      |
| Skepperstad 14:1            | Gravfält                    |              | Skepperstad, Småland |       | 57.334607, 14.740002 | 10065400140001 | Ladda upp en till bild av detta fornminne |
| Skepperstad 15:1            | Hög                         |              | Skepperstad, Småland |       | 57.353874, 14.758518 | 10065400150001 | Ladda upp en bild av detta fornminne      |
| Skepperstad 15:2            | Hög                         |              | Skepperstad, Småland |       | 57.353973, 14.758602 | 10065400150002 | Ladda upp en bild av detta fornminne      |
| Skepperstad 15:3            | Hög                         |              | Skepperstad, Småland |       | 57.353869, 14.758684 | 10065400150003 | Ladda upp en bild av detta fornminne      |
| Skepperstad 16:1            | Stensättning                |              | Skepperstad, Småland |       | 57.361286, 14.745398 | 10065400160001 | Ladda upp en bild av detta fornminne      |
| Skepperstad 17:1            | Stensättning                |              | Skepperstad, Småland |       | 57.360930, 14.741344 | 10065400170001 | Ladda upp en bild av detta fornminne      |
| Skepperstad 18:1            | Röse                        |              | Skepperstad, Småland |       | 57.373351, 14.737054 | 10065400180001 | Ladda upp en bild av detta fornminne      |
| Drakarör (Skepperstad 19:1) | Röse                        |              | Skepperstad, Småland |       | 57.338238, 14.725315 | 10065400190001 | Ladda upp en bild av detta fornminne      |
| Skepperstad 20:1            | Stensättning                |              | Skepperstad, Småland |       | 57.358623, 14.744748 | 10065400200001 | Ladda upp en bild av detta fornminne      |
| Skepperstad 20:2            | Stensättning                |              | Skepperstad, Småland |       | 57.358589, 14.744916 | 10065400200002 | Ladda upp en bild av detta fornminne      |
| Skepperstad 22:1            | Stensättning                |              | Skepperstad, Småland |       | 57.367737, 14.740107 | 10065400220001 | Ladda upp en bild av detta fornminne      |
| Skepperstad 23:1            | Röse                        |              | Skepperstad, Småland |       | 57.368683, 14.737963 | 10065400230001 | Ladda upp en bild av detta fornminne      |
| Skepperstad 26:1            | Runristning                 |              | Skepperstad, Småland |       | 57.350564, 14.765336 | 10065400260001 | Ladda upp en till bild av detta fornminne |
| Skepperstad 28:1            | Stensättning                |              | Skepperstad, Småland |       | 57.366945, 14.813981 | 10065400280001 | Ladda upp en bild av detta fornminne      |
| Skepperstad 29:1            | Stensättning                |              | Skepperstad, Småland |       | 57.371120, 14.736591 | 10065400290001 | Ladda upp en bild av detta fornminne      |
| Skepperstad 31:1            | Stensättning                |              | Skepperstad, Småland |       | 57.369931, 14.737286 | 10065400310001 | Ladda upp en bild av detta fornminne      |
| Skepperstad 33:1            | Gravfält                    |              | Skepperstad, Småland |       | 57.335586, 14.789957 | 10065400330001 | Ladda upp en bild av detta fornminne      |
| Skepperstad 37:1            | Stensättning                |              | Skepperstad, Småland |       | 57.358985, 14.743677 | 10065400370001 | Ladda upp en bild av detta fornminne      |

## Stockaryd
| Namn                        | Lämningstyp    | Tillkomsttid | Historisk indelning | Plats | Läge                 | ID-nr          | Bild                                      |
| --------------------------- | -------------- | ------------ | ------------------- | ----- | -------------------- | -------------- | ----------------------------------------- |
| Stockaryd 2:1               | Röse           |              | Stockaryd, Småland  |       | 57.342188, 14.565218 | 10066100020001 | Ladda upp en bild av detta fornminne      |
| Drakaröret (Stockaryd 6:1)  | Röse           |              | Stockaryd, Småland  |       | 57.263695, 14.618192 | 10066100060001 | Ladda upp en bild av detta fornminne      |
| Stockaryd 13:1              | Röse           |              | Stockaryd, Småland  |       | 57.280107, 14.622922 | 10066100130001 | Ladda upp en bild av detta fornminne      |
| Stockaryd 14:1              | Stenkrets      |              | Stockaryd, Småland  |       | 57.314063, 14.634027 | 10066100140001 | Ladda upp en bild av detta fornminne      |
| Stockaryd 15:1              | Stenkammargrav |              | Stockaryd, Småland  |       | 57.308783, 14.633360 | 10066100150001 | Ladda upp en bild av detta fornminne      |
| Drakaröret (Stockaryd 17:1) | Stensättning   |              | Stockaryd, Småland  |       | 57.299398, 14.601450 | 10066100170001 | Ladda upp en bild av detta fornminne      |
| Hägnaröset (Stockaryd 18:1) | Röse           |              | Stockaryd, Småland  |       | 57.315364, 14.619122 | 10066100180001 | Ladda upp en bild av detta fornminne      |
| Hägnaröset (Stockaryd 18:2) | Stenkrets      |              | Stockaryd, Småland  |       | 57.315579, 14.619007 | 10066100180002 | Ladda upp en bild av detta fornminne      |
| Stockaryd 19:1              | Stensättning   |              | Stockaryd, Småland  |       | 57.321858, 14.641806 | 10066100190001 | Ladda upp en bild av detta fornminne      |
| Stockaryd 21:1              | Röse           |              | Stockaryd, Småland  |       | 57.333867, 14.537543 | 10066100210001 | Ladda upp en bild av detta fornminne      |
| Stockaryd 22:1              | Gravfält       |              | Stockaryd, Småland  |       | 57.320079, 14.585074 | 10066100220001 | Ladda upp en till bild av detta fornminne |
| Stockaryd 24:1              | Stensättning   |              | Stockaryd, Småland  |       | 57.333551, 14.540474 | 10066100240001 | Ladda upp en bild av detta fornminne      |
| Stockaryd 25:1              | Stenkammargrav |              | Stockaryd, Småland  |       | 57.338784, 14.548014 | 10066100250001 | Ladda upp en bild av detta fornminne      |
| Stockaryd 27:1              | Stenkrets      |              | Stockaryd, Småland  |       | 57.305023, 14.610490 | 10066100270001 | Ladda upp en bild av detta fornminne      |
| Stockaryd 27:2              | Stenkrets      |              | Stockaryd, Småland  |       | 57.305140, 14.610469 | 10066100270002 | Ladda upp en bild av detta fornminne      |
| Stockaryd 43:1              | Stensättning   |              | Stockaryd, Småland  |       | 57.318044, 14.633545 | 10066100430001 | Ladda upp en bild av detta fornminne      |
| Kyrkbacken (Stockaryd 51:1) | Stensättning   |              | Stockaryd, Småland  |       | 57.349042, 14.567824 | 10066100510001 | Ladda upp en bild av detta fornminne      |
| Stockaryd 54:1              | Hög            |              | Stockaryd, Småland  |       | 57.333635, 14.536478 | 10066100540001 | Ladda upp en bild av detta fornminne      |
| Stockaryd 68:1              | Stensättning   |              | Stockaryd, Småland  |       | 57.336374, 14.557101 | 10066100680001 | Ladda upp en bild av detta fornminne      |
| Stockaryd 99:1              | Röse           |              | Stockaryd, Småland  |       | 57.323517, 14.596509 | 10066100990001 | Ladda upp en bild av detta fornminne      |

## Sävsjö
| Namn                           | Lämningstyp                      | Tillkomsttid | Historisk indelning | Plats | Läge                 | ID-nr          | Bild                                      |
| ------------------------------ | -------------------------------- | ------------ | ------------------- | ----- | -------------------- | -------------- | ----------------------------------------- |
| Norra Ljunga 1:1               | Röse                             |              | Sävsjö, Småland     |       | 57.410457, 14.644980 | 10301200010001 | Ladda upp en bild av detta fornminne      |
| Norra Ljunga 2:1               | Stensättning                     |              | Sävsjö, Småland     |       | 57.409032, 14.650113 | 10301200020001 | Ladda upp en bild av detta fornminne      |
| Norra Ljunga 3:1               | Stensättning                     |              | Sävsjö, Småland     |       | 57.410306, 14.650844 | 10301200030001 | Ladda upp en bild av detta fornminne      |
| Norra Ljunga 4:1               | Hög                              |              | Sävsjö, Småland     |       | 57.402041, 14.641111 | 10301200040001 | Ladda upp en bild av detta fornminne      |
| Norra Ljunga 5:1               | Stensättning                     |              | Sävsjö, Småland     |       | 57.397294, 14.644844 | 10301200050001 | Ladda upp en bild av detta fornminne      |
| Norra Ljunga 6:1               | Stensättning                     |              | Sävsjö, Småland     |       | 57.395826, 14.658739 | 10301200060001 | Ladda upp en bild av detta fornminne      |
| Norra Ljunga 7:1               | Röse                             |              | Sävsjö, Småland     |       | 57.386416, 14.653051 | 10301200070001 | Ladda upp en bild av detta fornminne      |
| Norra Ljunga 8:1               | Gravfält                         |              | Sävsjö, Småland     |       | 57.389590, 14.648190 | 10301200080001 | Ladda upp en bild av detta fornminne      |
| Norra Ljunga 9:1               | Stensättning                     |              | Sävsjö, Småland     |       | 57.411611, 14.611372 | 10301200090001 | Ladda upp en bild av detta fornminne      |
| Norra Ljunga 10:1              | Röse                             |              | Sävsjö, Småland     |       | 57.408974, 14.615161 | 10301200100001 | Ladda upp en bild av detta fornminne      |
| Norra Ljunga 11:1              | Gravfält                         |              | Sävsjö, Småland     |       | 57.405680, 14.631503 | 10301200110001 | Ladda upp en bild av detta fornminne      |
| Norra Ljunga 12:1              | Gravfält                         |              | Sävsjö, Småland     |       | 57.404107, 14.629595 | 10301200120001 | Ladda upp en till bild av detta fornminne |
| Norra Ljunga 13:1              | Gravfält                         |              | Sävsjö, Småland     |       | 57.404554, 14.631484 | 10301200130001 | Ladda upp en bild av detta fornminne      |
| Norra Ljunga 14:1              | Stenkrets                        |              | Sävsjö, Småland     |       | 57.407422, 14.639131 | 10301200140001 | Ladda upp en bild av detta fornminne      |
| Norra Ljunga 14:2              | Stenkrets                        |              | Sävsjö, Småland     |       | 57.407295, 14.639133 | 10301200140002 | Ladda upp en bild av detta fornminne      |
| Norra Ljunga 15:1              | Röse                             |              | Sävsjö, Småland     |       | 57.415814, 14.636744 | 10301200150001 | Ladda upp en bild av detta fornminne      |
| Norra Ljunga 16:1              | Stensättning                     |              | Sävsjö, Småland     |       | 57.418419, 14.631180 | 10301200160001 | Ladda upp en bild av detta fornminne      |
| Norra Ljunga 17:1              | Stensättning                     |              | Sävsjö, Småland     |       | 57.413223, 14.619480 | 10301200170001 | Ladda upp en bild av detta fornminne      |
| Norra Ljunga 17:2              | Grav markerad av sten/block      |              | Sävsjö, Småland     |       | 57.413305, 14.619272 | 10301200170002 | Ladda upp en bild av detta fornminne      |
| Norra Ljunga 18:1              | Stensättning                     |              | Sävsjö, Småland     |       | 57.406445, 14.615727 | 10301200180001 | Ladda upp en bild av detta fornminne      |
| Norra Ljunga 19:1              | Gravfält                         |              | Sävsjö, Småland     |       | 57.401645, 14.632896 | 10301200190001 | Ladda upp en bild av detta fornminne      |
| Tovastenen (Norra Ljunga 21:1) | Runristning                      |              | Sävsjö, Småland     |       | 57.403112, 14.616819 | 10301200210001 | Ladda upp en till bild av detta fornminne |
| Norra Ljunga 22:1              | Stenkammargrav                   |              | Sävsjö, Småland     |       | 57.406971, 14.620884 | 10301200220001 | Ladda upp en bild av detta fornminne      |
| Norra Ljunga 23:1              | Stenkammargrav                   |              | Sävsjö, Småland     |       | 57.406311, 14.619606 | 10301200230001 | Ladda upp en bild av detta fornminne      |
| Norra Ljunga 25:1              | Stensättning                     |              | Sävsjö, Småland     |       | 57.412698, 14.602825 | 10301200250001 | Ladda upp en bild av detta fornminne      |
| Vallsjö 25:1                   | Stensättning                     |              | Sävsjö, Småland     |       | 57.386914, 14.703498 | 10301600250001 | Ladda upp en bild av detta fornminne      |
| Norra Ljunga 26:1              | Stensättning                     |              | Sävsjö, Småland     |       | 57.405623, 14.601917 | 10301200260001 | Ladda upp en bild av detta fornminne      |
| Vallsjö 26:1                   | Stensättning                     |              | Sävsjö, Småland     |       | 57.399715, 14.697735 | 10301600260001 | Ladda upp en bild av detta fornminne      |
| Norra Ljunga 27:1              | Stensättning                     |              | Sävsjö, Småland     |       | 57.405520, 14.603206 | 10301200270001 | Ladda upp en bild av detta fornminne      |
| Vallsjö 27:1                   | Stensättning                     |              | Sävsjö, Småland     |       | 57.400999, 14.698741 | 10301600270001 | Ladda upp en bild av detta fornminne      |
| Norra Ljunga 27:2              | Stensättning                     |              | Sävsjö, Småland     |       | 57.405628, 14.602938 | 10301200270002 | Ladda upp en bild av detta fornminne      |
| Vallsjö 28:1                   | Stensättning                     |              | Sävsjö, Småland     |       | 57.401170, 14.697772 | 10301600280001 | Ladda upp en bild av detta fornminne      |
| Norra Ljunga 29:1              | Röse                             |              | Sävsjö, Småland     |       | 57.394092, 14.634700 | 10301200290001 | Ladda upp en bild av detta fornminne      |
| Vallsjö 29:1                   | Stensättning                     |              | Sävsjö, Småland     |       | 57.402375, 14.698937 | 10301600290001 | Ladda upp en bild av detta fornminne      |
| Norra Ljunga 29:2              | Stensättning                     |              | Sävsjö, Småland     |       | 57.393946, 14.634926 | 10301200290002 | Ladda upp en bild av detta fornminne      |
| Norra Ljunga 30:1              | Röse                             |              | Sävsjö, Småland     |       | 57.391431, 14.633870 | 10301200300001 | Ladda upp en bild av detta fornminne      |
| Vallsjö 30:1                   | Stensättning                     |              | Sävsjö, Småland     |       | 57.398163, 14.688231 | 10301600300001 | Ladda upp en bild av detta fornminne      |
| Norra Ljunga 31:1              | Röse                             |              | Sävsjö, Småland     |       | 57.391484, 14.636715 | 10301200310001 | Ladda upp en bild av detta fornminne      |
| Eksjö hovgård (Vallsjö 31:1)   | Slott/herresäte                  |              | Sävsjö, Småland     |       | 57.391946, 14.686945 | 10301600310001 | Ladda upp en till bild av detta fornminne |
| Norra Ljunga 33:1              | Röse                             |              | Sävsjö, Småland     |       | 57.396931, 14.628880 | 10301200330001 | Ladda upp en bild av detta fornminne      |
| Norra Ljunga 36:1              | Röse                             |              | Sävsjö, Småland     |       | 57.388775, 14.630030 | 10301200360001 | Ladda upp en bild av detta fornminne      |
| Norra Ljunga 39:1              | Grav markerad av sten/block      |              | Sävsjö, Småland     |       | 57.360055, 14.612418 | 10301200390001 | Ladda upp en bild av detta fornminne      |
| Norra Ljunga 39:2              | Grav markerad av sten/block      |              | Sävsjö, Småland     |       | 57.360047, 14.612427 | 10301200390002 | Ladda upp en bild av detta fornminne      |
| Norra Ljunga 40:1              | Stensättning                     |              | Sävsjö, Småland     |       | 57.359073, 14.634807 | 10301200400001 | Ladda upp en bild av detta fornminne      |
| Vallsjö 41:1                   | Röse                             |              | Sävsjö, Småland     |       | 57.426050, 14.663901 | 10301600410001 | Ladda upp en bild av detta fornminne      |
| Norra Ljunga 42:1              | Röse                             |              | Sävsjö, Småland     |       | 57.359432, 14.604527 | 10301200420001 | Ladda upp en bild av detta fornminne      |
| Vallsjö 42:1                   | Hög                              |              | Sävsjö, Småland     |       | 57.393618, 14.681216 | 10301600420001 | Ladda upp en bild av detta fornminne      |
| Norra Ljunga 42:2              | Röse                             |              | Sävsjö, Småland     |       | 57.359149, 14.604746 | 10301200420002 | Ladda upp en bild av detta fornminne      |
| Norra Ljunga 43:1              | Röse                             |              | Sävsjö, Småland     |       | 57.356397, 14.591333 | 10301200430001 | Ladda upp en bild av detta fornminne      |
| Norra Ljunga 43:2              | Stensättning                     |              | Sävsjö, Småland     |       | 57.356735, 14.591276 | 10301200430002 | Ladda upp en bild av detta fornminne      |
| Norra Ljunga 45:1              | Gravfält                         |              | Sävsjö, Småland     |       | 57.368550, 14.600277 | 10301200450001 | Ladda upp en bild av detta fornminne      |
| Norra Ljunga 46:1              | Röse                             |              | Sävsjö, Småland     |       | 57.371531, 14.601032 | 10301200460001 | Ladda upp en bild av detta fornminne      |
| Norra Ljunga 47:1              | Stenkrets                        |              | Sävsjö, Småland     |       | 57.382638, 14.606926 | 10301200470001 | Ladda upp en bild av detta fornminne      |
| Norra Ljunga 49:1              | Stensättning                     |              | Sävsjö, Småland     |       | 57.403344, 14.603066 | 10301200490001 | Ladda upp en bild av detta fornminne      |
| Norra Ljunga 49:2              | Stensättning                     |              | Sävsjö, Småland     |       | 57.403349, 14.603572 | 10301200490002 | Ladda upp en bild av detta fornminne      |
| Norra Ljunga 49:3              | Stensättning                     |              | Sävsjö, Småland     |       | 57.403017, 14.603152 | 10301200490003 | Ladda upp en bild av detta fornminne      |
| Norra Ljunga 50:1              | Gravfält                         |              | Sävsjö, Småland     |       | 57.380231, 14.604227 | 10301200500001 | Ladda upp en till bild av detta fornminne |
| Norra Ljunga 53:1              | Röse                             |              | Sävsjö, Småland     |       | 57.378149, 14.555558 | 10301200530001 | Ladda upp en bild av detta fornminne      |
| Norra Ljunga 54:1              | Röse                             |              | Sävsjö, Småland     |       | 57.379025, 14.556393 | 10301200540001 | Ladda upp en bild av detta fornminne      |
| Norra Ljunga 55:1              | Röse                             |              | Sävsjö, Småland     |       | 57.370598, 14.552637 | 10301200550001 | Ladda upp en bild av detta fornminne      |
| Norra Ljunga 56:1              | Röse                             |              | Sävsjö, Småland     |       | 57.369884, 14.553484 | 10301200560001 | Ladda upp en bild av detta fornminne      |
| Vallsjö 56:1                   | Stensättning                     |              | Sävsjö, Småland     |       | 57.399106, 14.685146 | 10301600560001 | Ladda upp en bild av detta fornminne      |
| Vallsjö 56:2                   | Stensättning                     |              | Sävsjö, Småland     |       | 57.399200, 14.685055 | 10301600560002 | Ladda upp en bild av detta fornminne      |
| Vallsjö 57:1                   | Stensättning                     |              | Sävsjö, Småland     |       | 57.395898, 14.695614 | 10301600570001 | Ladda upp en bild av detta fornminne      |
| Norra Ljunga 58:1              | Hög                              |              | Sävsjö, Småland     |       | 57.380300, 14.602266 | 10301200580001 | Ladda upp en bild av detta fornminne      |
| Norra Ljunga 58:2              | Stensättning                     |              | Sävsjö, Småland     |       | 57.380179, 14.602106 | 10301200580002 | Ladda upp en bild av detta fornminne      |
| Norra Ljunga 58:4              | Hög                              |              | Sävsjö, Småland     |       | 57.380755, 14.601514 | 10301200580004 | Ladda upp en bild av detta fornminne      |
| Vallsjö 61:1                   | Stensättning                     |              | Sävsjö, Småland     |       | 57.383252, 14.719416 | 10301600610001 | Ladda upp en bild av detta fornminne      |
| Norra Ljunga 62:1              | Gravfält                         |              | Sävsjö, Småland     |       | 57.393974, 14.576220 | 10301200620001 | Ladda upp en bild av detta fornminne      |
| Vallsjö 62:1                   | Röse                             |              | Sävsjö, Småland     |       | 57.388032, 14.708575 | 10301600620001 | Ladda upp en bild av detta fornminne      |
| Vallsjö 63:1                   | Röse                             |              | Sävsjö, Småland     |       | 57.394477, 14.719803 | 10301600630001 | Ladda upp en bild av detta fornminne      |
| Norra Ljunga 65:1              | Stensättning                     |              | Sävsjö, Småland     |       | 57.392995, 14.579318 | 10301200650001 | Ladda upp en bild av detta fornminne      |
| Norra Ljunga 66:1              | Gravfält                         |              | Sävsjö, Småland     |       | 57.389746, 14.559115 | 10301200660001 | Ladda upp en bild av detta fornminne      |
| Norra Ljunga 67:1              | Röse                             |              | Sävsjö, Småland     |       | 57.388759, 14.558036 | 10301200670001 | Ladda upp en bild av detta fornminne      |
| Norra Ljunga 67:2              | Stensättning                     |              | Sävsjö, Småland     |       | 57.388610, 14.558041 | 10301200670002 | Ladda upp en bild av detta fornminne      |
| Norra Ljunga 67:3              | Stensättning                     |              | Sävsjö, Småland     |       | 57.388652, 14.558189 | 10301200670003 | Ladda upp en bild av detta fornminne      |
| Norra Ljunga 68:1              | Stensättning                     |              | Sävsjö, Småland     |       | 57.389745, 14.568811 | 10301200680001 | Ladda upp en bild av detta fornminne      |
| Norra Ljunga 69:1              | Stensättning                     |              | Sävsjö, Småland     |       | 57.360670, 14.592674 | 10301200690001 | Ladda upp en bild av detta fornminne      |
| Norra Ljunga 72:1              | Stensättning                     |              | Sävsjö, Småland     |       | 57.388920, 14.559307 | 10301200720001 | Ladda upp en bild av detta fornminne      |
| Norra Ljunga 73:1              | Stensättning                     |              | Sävsjö, Småland     |       | 57.394692, 14.570352 | 10301200730001 | Ladda upp en bild av detta fornminne      |
| Vallsjö 79:1                   | Stensättning                     |              | Sävsjö, Småland     |       | 57.401247, 14.680040 | 10301600790001 | Ladda upp en bild av detta fornminne      |
| Vallsjö 80:1                   | Stensättning                     |              | Sävsjö, Småland     |       | 57.391097, 14.701912 | 10301600800001 | Ladda upp en bild av detta fornminne      |
| Vallsjö 80:2                   | Stensättning                     |              | Sävsjö, Småland     |       | 57.391232, 14.701981 | 10301600800002 | Ladda upp en bild av detta fornminne      |
| Norra Ljunga 81:1              | Stensättning                     |              | Sävsjö, Småland     |       | 57.383224, 14.605662 | 10301200810001 | Ladda upp en bild av detta fornminne      |
| Norra Ljunga 82:1              | Stenkrets                        |              | Sävsjö, Småland     |       | 57.383041, 14.606196 | 10301200820001 | Ladda upp en bild av detta fornminne      |
| Vallsjö 89:1                   | Röse                             |              | Sävsjö, Småland     |       | 57.463474, 14.678413 | 10301600890001 | Ladda upp en bild av detta fornminne      |
| Norra Ljunga 92:1              | Stensättning                     |              | Sävsjö, Småland     |       | 57.413624, 14.627645 | 10301200920001 | Ladda upp en bild av detta fornminne      |
| Norra Ljunga 94:1              | Stensättning                     |              | Sävsjö, Småland     |       | 57.405287, 14.615327 | 10301200940001 | Ladda upp en bild av detta fornminne      |
| Norra Ljunga 99:1              | Stensättning                     |              | Sävsjö, Småland     |       | 57.373996, 14.637053 | 10301200990001 | Ladda upp en bild av detta fornminne      |
| Norra Ljunga 99:2              | Stensättning                     |              | Sävsjö, Småland     |       | 57.374007, 14.637369 | 10301200990002 | Ladda upp en bild av detta fornminne      |
| Norra Ljunga 100:1             | Gravfält                         |              | Sävsjö, Småland     |       | 57.372171, 14.646567 | 10301201000001 | Ladda upp en bild av detta fornminne      |
| Norra Ljunga 102:1             | Stensättning                     |              | Sävsjö, Småland     |       | 57.377747, 14.649333 | 10301201020001 | Ladda upp en bild av detta fornminne      |
| Norra Ljunga 103:1             | Stensättning                     |              | Sävsjö, Småland     |       | 57.385822, 14.623594 | 10301201030001 | Ladda upp en bild av detta fornminne      |
| Norra Ljunga 104:1             | Stensättning                     |              | Sävsjö, Småland     |       | 57.407621, 14.640771 | 10301201040001 | Ladda upp en bild av detta fornminne      |
| Norra Ljunga 106:1             | Röse                             |              | Sävsjö, Småland     |       | 57.370243, 14.551597 | 10301201060001 | Ladda upp en bild av detta fornminne      |
| Norra Ljunga 107:1             | Stensättning                     |              | Sävsjö, Småland     |       | 57.376272, 14.554575 | 10301201070001 | Ladda upp en bild av detta fornminne      |
| Norra Ljunga 112:1             | Stensättning                     |              | Sävsjö, Småland     |       | 57.407936, 14.643248 | 10301201120001 | Ladda upp en bild av detta fornminne      |
| Norra Ljunga 114:1             | Stensättning                     |              | Sävsjö, Småland     |       | 57.398756, 14.654935 | 10301201140001 | Ladda upp en bild av detta fornminne      |
| Norra Ljunga 115:1             | Gravfält                         |              | Sävsjö, Småland     |       | 57.401095, 14.657445 | 10301201150001 | Ladda upp en bild av detta fornminne      |
| Norra Ljunga 123:1             | Stensättning                     |              | Sävsjö, Småland     |       | 57.438371, 14.543775 | 10301201230001 | Ladda upp en bild av detta fornminne      |
| Norra Ljunga 123:2             | Stensättning                     |              | Sävsjö, Småland     |       | 57.438072, 14.543284 | 10301201230002 | Ladda upp en bild av detta fornminne      |
| Norra Ljunga 124:1             | Stensättning                     |              | Sävsjö, Småland     |       | 57.436359, 14.547202 | 10301201240001 | Ladda upp en bild av detta fornminne      |
| Norra Ljunga 125:1             | Röse                             |              | Sävsjö, Småland     |       | 57.417838, 14.624914 | 10301201250001 | Ladda upp en bild av detta fornminne      |
| Norra Ljunga 127:1             | Stensättning                     |              | Sävsjö, Småland     |       | 57.415864, 14.606060 | 10301201270001 | Ladda upp en bild av detta fornminne      |
| Norra Ljunga 128:1             | Stensättning                     |              | Sävsjö, Småland     |       | 57.417712, 14.617265 | 10301201280001 | Ladda upp en bild av detta fornminne      |
| Norra Ljunga 129:1             | Stensättning                     |              | Sävsjö, Småland     |       | 57.422614, 14.628625 | 10301201290001 | Ladda upp en bild av detta fornminne      |
| Norra Ljunga 130:1             | Röse                             |              | Sävsjö, Småland     |       | 57.424461, 14.623436 | 10301201300001 | Ladda upp en bild av detta fornminne      |
| Norra Ljunga 130:2             | Röse                             |              | Sävsjö, Småland     |       | 57.424282, 14.623197 | 10301201300002 | Ladda upp en bild av detta fornminne      |
| Norra Ljunga 132:1             | Gravfält                         |              | Sävsjö, Småland     |       | 57.426659, 14.630089 | 10301201320001 | Ladda upp en till bild av detta fornminne |
| Norra Ljunga 133:1             | Gravfält                         |              | Sävsjö, Småland     |       | 57.427566, 14.634088 | 10301201330001 | Ladda upp en bild av detta fornminne      |
| Norra Ljunga 134:1             | Röse                             |              | Sävsjö, Småland     |       | 57.427797, 14.621796 | 10301201340001 | Ladda upp en bild av detta fornminne      |
| Norra Ljunga 135:1             | Röse                             |              | Sävsjö, Småland     |       | 57.428676, 14.621742 | 10301201350001 | Ladda upp en bild av detta fornminne      |
| Norra Ljunga 136:1             | Stensättning                     |              | Sävsjö, Småland     |       | 57.429383, 14.618456 | 10301201360001 | Ladda upp en bild av detta fornminne      |
| Norra Ljunga 137:1             | Stensättning                     |              | Sävsjö, Småland     |       | 57.430912, 14.626556 | 10301201370001 | Ladda upp en bild av detta fornminne      |
| Norra Ljunga 143:1             | Gravfält                         |              | Sävsjö, Småland     |       | 57.447244, 14.641880 | 10301201430001 | Ladda upp en bild av detta fornminne      |
| Norra Ljunga 145:1             | Husgrund, förhistorisk/medeltida |              | Sävsjö, Småland     |       | 57.458752, 14.674311 | 10301201450001 | Ladda upp en bild av detta fornminne      |
| Norra Ljunga 146:1             | Röse                             |              | Sävsjö, Småland     |       | 57.460742, 14.675126 | 10301201460001 | Ladda upp en bild av detta fornminne      |
| Norra Ljunga 146:2             | Stensättning                     |              | Sävsjö, Småland     |       | 57.461023, 14.675277 | 10301201460002 | Ladda upp en bild av detta fornminne      |
| Norra Ljunga 147:1             | Röse                             |              | Sävsjö, Småland     |       | 57.462455, 14.676416 | 10301201470001 | Ladda upp en bild av detta fornminne      |
| Norra Ljunga 147:2             | Stensättning                     |              | Sävsjö, Småland     |       | 57.462608, 14.677466 | 10301201470002 | Ladda upp en bild av detta fornminne      |
| Norra Ljunga 148:1             | Stensättning                     |              | Sävsjö, Småland     |       | 57.464233, 14.677652 | 10301201480001 | Ladda upp en bild av detta fornminne      |
| Norra Ljunga 148:2             | Stensättning                     |              | Sävsjö, Småland     |       | 57.464491, 14.677287 | 10301201480002 | Ladda upp en bild av detta fornminne      |

## Vallsjö
| Namn                          | Lämningstyp                 | Tillkomsttid | Historisk indelning | Plats | Läge                 | ID-nr          | Bild                                      |
| ----------------------------- | --------------------------- | ------------ | ------------------- | ----- | -------------------- | -------------- | ----------------------------------------- |
| Vallsjö 1:1                   | Grav markerad av sten/block |              | Vallsjö, Småland    |       | 57.401541, 14.785853 | 10301600010001 | Ladda upp en bild av detta fornminne      |
| Högarör (Vallsjö 4:1)         | Röse                        |              | Vallsjö, Småland    |       | 57.388915, 14.788018 | 10301600040001 | Ladda upp en bild av detta fornminne      |
| Vallsjö 6:1                   | Gravfält                    |              | Vallsjö, Småland    |       | 57.391653, 14.774148 | 10301600060001 | Ladda upp en bild av detta fornminne      |
| Vallsjö 10:1                  | Runristning                 |              | Vallsjö, Småland    |       | 57.392728, 14.757510 | 10301600100001 | Ladda upp en bild av detta fornminne      |
| Vallsjö 12:1                  | Röse                        |              | Vallsjö, Småland    |       | 57.419858, 14.733170 | 10301600120001 | Ladda upp en bild av detta fornminne      |
| Vallsjö 12:2                  | Röse                        |              | Vallsjö, Småland    |       | 57.419860, 14.733409 | 10301600120002 | Ladda upp en bild av detta fornminne      |
| Vallsjö 13:1                  | Röse                        |              | Vallsjö, Småland    |       | 57.419545, 14.734037 | 10301600130001 | Ladda upp en bild av detta fornminne      |
| Vallsjö 13:2                  | Stensättning                |              | Vallsjö, Småland    |       | 57.419096, 14.733524 | 10301600130002 | Ladda upp en bild av detta fornminne      |
| Vallsjö 14:1                  | Röse                        |              | Vallsjö, Småland    |       | 57.419448, 14.735655 | 10301600140001 | Ladda upp en bild av detta fornminne      |
| Vallsjö 15:1                  | Stensättning                |              | Vallsjö, Småland    |       | 57.419088, 14.734593 | 10301600150001 | Ladda upp en bild av detta fornminne      |
| Vallsjö 16:1                  | Röse                        |              | Vallsjö, Småland    |       | 57.420676, 14.722504 | 10301600160001 | Ladda upp en bild av detta fornminne      |
| Vallsjö 17:1                  | Röse                        |              | Vallsjö, Småland    |       | 57.412385, 14.714879 | 10301600170001 | Ladda upp en bild av detta fornminne      |
| Vallsjö 17:2                  | Stenkrets                   |              | Vallsjö, Småland    |       | 57.411898, 14.714947 | 10301600170002 | Ladda upp en bild av detta fornminne      |
| Vallsjö 18:1                  | Stensättning                |              | Vallsjö, Småland    |       | 57.413573, 14.707058 | 10301600180001 | Ladda upp en bild av detta fornminne      |
| Vallsjö 18:2                  | Stensättning                |              | Vallsjö, Småland    |       | 57.413754, 14.706402 | 10301600180002 | Ladda upp en bild av detta fornminne      |
| 1) Sibbestenen (Vallsjö 19:1) | Runristning                 |              | Vallsjö, Småland    |       | 57.409213, 14.708535 | 10301600190001 | Ladda upp en bild av detta fornminne      |
| Vallsjö 20:1                  | Gravfält                    |              | Vallsjö, Småland    |       | 57.408994, 14.697386 | 10301600200001 | Ladda upp en till bild av detta fornminne |
| Vallsjö 21:1                  | Röse                        |              | Vallsjö, Småland    |       | 57.418344, 14.703572 | 10301600210001 | Ladda upp en bild av detta fornminne      |
| Vallsjö 22:1                  | Stensättning                |              | Vallsjö, Småland    |       | 57.420891, 14.694087 | 10301600220001 | Ladda upp en bild av detta fornminne      |
| Vallsjö 23:1                  | Röse                        |              | Vallsjö, Småland    |       | 57.396287, 14.719316 | 10301600230001 | Ladda upp en bild av detta fornminne      |
| Vallsjö 24:1                  | Röse                        |              | Vallsjö, Småland    |       | 57.395660, 14.717786 | 10301600240001 | Ladda upp en bild av detta fornminne      |
| Vallsjö 34:1                  | Gravfält                    |              | Vallsjö, Småland    |       | 57.424155, 14.682533 | 10301600340001 | Ladda upp en till bild av detta fornminne |
| Vallsjö 37:1                  | Röse                        |              | Vallsjö, Småland    |       | 57.426410, 14.680480 | 10301600370001 | Ladda upp en bild av detta fornminne      |
| Vallsjö 38:1                  | Stensättning                |              | Vallsjö, Småland    |       | 57.419823, 14.679091 | 10301600380001 | Ladda upp en bild av detta fornminne      |
| Vallsjö 39:1                  | Röse                        |              | Vallsjö, Småland    |       | 57.420614, 14.677817 | 10301600390001 | Ladda upp en bild av detta fornminne      |
| Vallsjö 40:1                  | Stensättning                |              | Vallsjö, Småland    |       | 57.419884, 14.676115 | 10301600400001 | Ladda upp en bild av detta fornminne      |
| Vallsjö 40:2                  | Stensättning                |              | Vallsjö, Småland    |       | 57.419357, 14.676277 | 10301600400002 | Ladda upp en bild av detta fornminne      |
| Aspekullen (Vallsjö 45:1)     | Stensättning                |              | Vallsjö, Småland    |       | 57.378897, 14.794360 | 10301600450001 | Ladda upp en bild av detta fornminne      |
| Aspekullen (Vallsjö 45:2)     | Stensättning                |              | Vallsjö, Småland    |       | 57.378962, 14.794287 | 10301600450002 | Ladda upp en bild av detta fornminne      |
| Aspekullen (Vallsjö 45:3)     | Stensättning                |              | Vallsjö, Småland    |       | 57.379051, 14.794243 | 10301600450003 | Ladda upp en bild av detta fornminne      |
| Vallsjö 46:1                  | Röse                        |              | Vallsjö, Småland    |       | 57.376518, 14.793131 | 10301600460001 | Ladda upp en bild av detta fornminne      |
| Vallsjö 46:2                  | Stensättning                |              | Vallsjö, Småland    |       | 57.376659, 14.792952 | 10301600460002 | Ladda upp en bild av detta fornminne      |
| Vallsjö 69:1                  | Röse                        |              | Vallsjö, Småland    |       | 57.422882, 14.728077 | 10301600690001 | Ladda upp en bild av detta fornminne      |
| Vallsjö 70:1                  | Röse                        |              | Vallsjö, Småland    |       | 57.422682, 14.729167 | 10301600700001 | Ladda upp en bild av detta fornminne      |
| Vallsjö 72:1                  | Stensättning                |              | Vallsjö, Småland    |       | 57.415459, 14.695291 | 10301600720001 | Ladda upp en bild av detta fornminne      |
| Vallsjö 75:1                  | Röse                        |              | Vallsjö, Småland    |       | 57.420756, 14.675549 | 10301600750001 | Ladda upp en bild av detta fornminne      |
| Vallsjö 76:1                  | Hällristning                |              | Vallsjö, Småland    |       | 57.423889, 14.681056 | 10301600760001 | Ladda upp en bild av detta fornminne      |
| Vallsjö 77:1                  | Stensättning                |              | Vallsjö, Småland    |       | 57.421228, 14.695366 | 10301600770001 | Ladda upp en bild av detta fornminne      |
| Vallsjö 78:1                  | Gravfält                    |              | Vallsjö, Småland    |       | 57.408311, 14.710222 | 10301600780001 | Ladda upp en bild av detta fornminne      |
| Vallsjö 85:1                  | Gravfält                    |              | Vallsjö, Småland    |       | 57.445685, 14.714260 | 10301600850001 | Ladda upp en till bild av detta fornminne |
| Vallsjö 87:1                  | Röse                        |              | Vallsjö, Småland    |       | 57.465510, 14.677825 | 10301600870001 | Ladda upp en bild av detta fornminne      |
| Vallsjö 88:1                  | Stensättning                |              | Vallsjö, Småland    |       | 57.464186, 14.678685 | 10301600880001 | Ladda upp en bild av detta fornminne      |
| Vallsjö 91:1                  | Röse                        |              | Vallsjö, Småland    |       | 57.461096, 14.687816 | 10301600910001 | Ladda upp en bild av detta fornminne      |
| Vallsjö 92:1                  | Röse                        |              | Vallsjö, Småland    |       | 57.451748, 14.679351 | 10301600920001 | Ladda upp en bild av detta fornminne      |
| Vallsjö 93:1                  | Röse                        |              | Vallsjö, Småland    |       | 57.449805, 14.689984 | 10301600930001 | Ladda upp en bild av detta fornminne      |
| Vallsjö 95:1                  | Röse                        |              | Vallsjö, Småland    |       | 57.442885, 14.687916 | 10301600950001 | Ladda upp en bild av detta fornminne      |
| Vallsjö 97:1                  | Stensättning                |              | Vallsjö, Småland    |       | 57.440570, 14.713826 | 10301600970001 | Ladda upp en bild av detta fornminne      |
| Vallsjö 98:1                  | Stensättning                |              | Vallsjö, Småland    |       | 57.440686, 14.715735 | 10301600980001 | Ladda upp en bild av detta fornminne      |
| Vallsjö 99:1                  | Röse                        |              | Vallsjö, Småland    |       | 57.439483, 14.689000 | 10301600990001 | Ladda upp en bild av detta fornminne      |
| Vallsjö 101:1                 | Stensättning                |              | Vallsjö, Småland    |       | 57.445914, 14.727381 | 10301601010001 | Ladda upp en bild av detta fornminne      |

## Vrigstad
| Namn                       | Lämningstyp                      | Tillkomsttid | Historisk indelning | Plats | Läge                 | ID-nr          | Bild                                      |
| -------------------------- | -------------------------------- | ------------ | ------------------- | ----- | -------------------- | -------------- | ----------------------------------------- |
| Vrigstad 1:1               | Stenkrets                        |              | Vrigstad, Småland   |       | 57.388092, 14.399468 | 10068200010001 | Ladda upp en bild av detta fornminne      |
| Vrigstad 2:1               | Stenkrets                        |              | Vrigstad, Småland   |       | 57.384463, 14.423311 | 10068200020001 | Ladda upp en bild av detta fornminne      |
| Vrigstad 2:2               | Stenkrets                        |              | Vrigstad, Småland   |       | 57.384253, 14.423338 | 10068200020002 | Ladda upp en bild av detta fornminne      |
| Vrigstad 3:1               | Gravfält                         |              | Vrigstad, Småland   |       | 57.385624, 14.421852 | 10068200030001 | Ladda upp en bild av detta fornminne      |
| Vrigstad 4:1               | Grav markerad av sten/block      |              | Vrigstad, Småland   |       | 57.382625, 14.425366 | 10068200040001 | Ladda upp en bild av detta fornminne      |
| Vrigstad 4:2               | Grav markerad av sten/block      |              | Vrigstad, Småland   |       | 57.382532, 14.425358 | 10068200040002 | Ladda upp en bild av detta fornminne      |
| Vrigstad 5:1               | Gravfält                         |              | Vrigstad, Småland   |       | 57.387404, 14.417990 | 10068200050001 | Ladda upp en bild av detta fornminne      |
| Vrigstad 6:1               | Stenkammargrav                   |              | Vrigstad, Småland   |       | 57.368396, 14.426434 | 10068200060001 | Ladda upp en bild av detta fornminne      |
| Vrigstad 7:1               | Röse                             |              | Vrigstad, Småland   |       | 57.367434, 14.426315 | 10068200070001 | Ladda upp en bild av detta fornminne      |
| Vrigstad 7:2               | Grav markerad av sten/block      |              | Vrigstad, Småland   |       | 57.367575, 14.426140 | 10068200070002 | Ladda upp en bild av detta fornminne      |
| Vrigstad 8:1               | Röse                             |              | Vrigstad, Småland   |       | 57.369504, 14.423244 | 10068200080001 | Ladda upp en bild av detta fornminne      |
| Vrigstad 9:1               | Röse                             |              | Vrigstad, Småland   |       | 57.364929, 14.423201 | 10068200090001 | Ladda upp en bild av detta fornminne      |
| Vrigstad 10:1              | Stenkammargrav                   |              | Vrigstad, Småland   |       | 57.359632, 14.425462 | 10068200100001 | Ladda upp en bild av detta fornminne      |
| Vrigstad 11:1              | Stensättning                     |              | Vrigstad, Småland   |       | 57.363922, 14.432608 | 10068200110001 | Ladda upp en bild av detta fornminne      |
| Vrigstad 11:2              | Stensättning                     |              | Vrigstad, Småland   |       | 57.363770, 14.432807 | 10068200110002 | Ladda upp en bild av detta fornminne      |
| Vrigstad 11:3              | Stensättning                     |              | Vrigstad, Småland   |       | 57.363563, 14.433106 | 10068200110003 | Ladda upp en bild av detta fornminne      |
| Vrigstad 11:4              | Stensättning                     |              | Vrigstad, Småland   |       | 57.363334, 14.432346 | 10068200110004 | Ladda upp en bild av detta fornminne      |
| Vrigstad 12:1              | Röse                             |              | Vrigstad, Småland   |       | 57.362804, 14.432298 | 10068200120001 | Ladda upp en bild av detta fornminne      |
| Vrigstad 13:1              | Stensättning                     |              | Vrigstad, Småland   |       | 57.362012, 14.454951 | 10068200130001 | Ladda upp en bild av detta fornminne      |
| Vrigstad 13:2              | Stensättning                     |              | Vrigstad, Småland   |       | 57.361805, 14.454901 | 10068200130002 | Ladda upp en bild av detta fornminne      |
| Vrigstad 14:1              | Gravfält                         |              | Vrigstad, Småland   |       | 57.363421, 14.458846 | 10068200140001 | Ladda upp en bild av detta fornminne      |
| Vrigstad 15:1              | Gravfält                         |              | Vrigstad, Småland   |       | 57.362700, 14.491881 | 10068200150001 | Ladda upp en bild av detta fornminne      |
| Vrigstad 16:1              | Stensättning                     |              | Vrigstad, Småland   |       | 57.361702, 14.491247 | 10068200160001 | Ladda upp en bild av detta fornminne      |
| Vrigstad 17:1              | Gravfält                         |              | Vrigstad, Småland   |       | 57.360324, 14.490842 | 10068200170001 | Ladda upp en bild av detta fornminne      |
| Vrigstad 18:1              | Stensättning                     |              | Vrigstad, Småland   |       | 57.368549, 14.495861 | 10068200180001 | Ladda upp en bild av detta fornminne      |
| Vrigstad 18:2              | Stensättning                     |              | Vrigstad, Småland   |       | 57.368658, 14.496139 | 10068200180002 | Ladda upp en bild av detta fornminne      |
| Vrigstad 19:1              | Gravfält                         |              | Vrigstad, Småland   |       | 57.367329, 14.488515 | 10068200190001 | Ladda upp en bild av detta fornminne      |
| Vrigstad 20:1              | Gravfält                         |              | Vrigstad, Småland   |       | 57.366648, 14.486472 | 10068200200001 | Ladda upp en bild av detta fornminne      |
| Vrigstad 21:1              | Gravfält                         |              | Vrigstad, Småland   |       | 57.365754, 14.485936 | 10068200210001 | Ladda upp en bild av detta fornminne      |
| Vrigstad 24:1              | Röse                             |              | Vrigstad, Småland   |       | 57.353744, 14.493513 | 10068200240001 | Ladda upp en bild av detta fornminne      |
| Vrigstad 25:1              | Stensättning                     |              | Vrigstad, Småland   |       | 57.358354, 14.492137 | 10068200250001 | Ladda upp en bild av detta fornminne      |
| Vrigstad 26:1              | Röse                             |              | Vrigstad, Småland   |       | 57.357068, 14.483121 | 10068200260001 | Ladda upp en bild av detta fornminne      |
| Vrigstad 27:1              | Husgrund, förhistorisk/medeltida |              | Vrigstad, Småland   |       | 57.357371, 14.495235 | 10068200270001 | Ladda upp en bild av detta fornminne      |
| Vrigstad 29:1              | Grav markerad av sten/block      |              | Vrigstad, Småland   |       | 57.351607, 14.473895 | 10068200290001 | Ladda upp en bild av detta fornminne      |
| Långe Sten (Vrigstad 30:1) | Grav markerad av sten/block      |              | Vrigstad, Småland   |       | 57.353671, 14.444922 | 10068200300001 | Ladda upp en bild av detta fornminne      |
| Vrigstad 31:1              | Grav markerad av sten/block      |              | Vrigstad, Småland   |       | 57.338881, 14.466229 | 10068200310001 | Ladda upp en bild av detta fornminne      |
| Vrigstad 31:2              | Grav markerad av sten/block      |              | Vrigstad, Småland   |       | 57.338719, 14.466251 | 10068200310002 | Ladda upp en bild av detta fornminne      |
| Vrigstad 31:3              | Grav markerad av sten/block      |              | Vrigstad, Småland   |       | 57.338576, 14.466239 | 10068200310003 | Ladda upp en bild av detta fornminne      |
| Vrigstad 33:1              | Hög                              |              | Vrigstad, Småland   |       | 57.335291, 14.470933 | 10068200330001 | Ladda upp en bild av detta fornminne      |
| Vrigstad 33:2              | Hög                              |              | Vrigstad, Småland   |       | 57.335173, 14.470854 | 10068200330002 | Ladda upp en bild av detta fornminne      |
| Vrigstad 34:1              | Hög                              |              | Vrigstad, Småland   |       | 57.333058, 14.471428 | 10068200340001 | Ladda upp en bild av detta fornminne      |
| Vrigstad 35:1              | Stensättning                     |              | Vrigstad, Småland   |       | 57.318955, 14.474365 | 10068200350001 | Ladda upp en bild av detta fornminne      |
| Drakarör (Vrigstad 36:1)   | Röse                             |              | Vrigstad, Småland   |       | 57.318128, 14.477205 | 10068200360001 | Ladda upp en bild av detta fornminne      |
| Drakarör (Vrigstad 36:2)   | Röse                             |              | Vrigstad, Småland   |       | 57.318402, 14.476584 | 10068200360002 | Ladda upp en bild av detta fornminne      |
| Vrigstad 38:1              | Röse                             |              | Vrigstad, Småland   |       | 57.315128, 14.464063 | 10068200380001 | Ladda upp en bild av detta fornminne      |
| Vrigstad 38:3              | Röse                             |              | Vrigstad, Småland   |       | 57.314772, 14.464017 | 10068200380003 | Ladda upp en bild av detta fornminne      |
| Vrigstad 39:1              | Stensättning                     |              | Vrigstad, Småland   |       | 57.315811, 14.463755 | 10068200390001 | Ladda upp en bild av detta fornminne      |
| Vrigstad 40:1              | Röse                             |              | Vrigstad, Småland   |       | 57.312793, 14.464903 | 10068200400001 | Ladda upp en bild av detta fornminne      |
| Vrigstad 43:1              | Röse                             |              | Vrigstad, Småland   |       | 57.317746, 14.484342 | 10068200430001 | Ladda upp en bild av detta fornminne      |
| Vrigstad 44:1              | Röse                             |              | Vrigstad, Småland   |       | 57.315231, 14.483455 | 10068200440001 | Ladda upp en bild av detta fornminne      |
| Vrigstad 47:1              | Stensättning                     |              | Vrigstad, Småland   |       | 57.386034, 14.400272 | 10068200470001 | Ladda upp en bild av detta fornminne      |
| Vrigstad 49:1              | Hög                              |              | Vrigstad, Småland   |       | 57.371586, 14.518107 | 10068200490001 | Ladda upp en bild av detta fornminne      |
| Vrigstad 50:1              | Röse                             |              | Vrigstad, Småland   |       | 57.309434, 14.446391 | 10068200500001 | Ladda upp en bild av detta fornminne      |
| Vrigstad 51:1              | Stensättning                     |              | Vrigstad, Småland   |       | 57.316505, 14.446677 | 10068200510001 | Ladda upp en bild av detta fornminne      |
| Vrigstad 52:1              | Stensättning                     |              | Vrigstad, Småland   |       | 57.344828, 14.470553 | 10068200520001 | Ladda upp en bild av detta fornminne      |
| Vrigstad 52:2              | Stensättning                     |              | Vrigstad, Småland   |       | 57.345076, 14.469875 | 10068200520002 | Ladda upp en bild av detta fornminne      |
| Vrigstad 53:1              | Stensättning                     |              | Vrigstad, Småland   |       | 57.367221, 14.458376 | 10068200530001 | Ladda upp en bild av detta fornminne      |
| Vrigstad 63:1              | Stensättning                     |              | Vrigstad, Småland   |       | 57.365454, 14.427285 | 10068200630001 | Ladda upp en bild av detta fornminne      |
| Drakarören (Vrigstad 64:1) | Stensättning                     |              | Vrigstad, Småland   |       | 57.373323, 14.465728 | 10068200640001 | Ladda upp en bild av detta fornminne      |
| Drakarören (Vrigstad 64:2) | Röse                             |              | Vrigstad, Småland   |       | 57.373087, 14.465872 | 10068200640002 | Ladda upp en bild av detta fornminne      |
| Vrigstad 72:1              | Hög                              |              | Vrigstad, Småland   |       | 57.370812, 14.520030 | 10068200720001 | Ladda upp en bild av detta fornminne      |
| Vrigstad 74:1              | Stensättning                     |              | Vrigstad, Småland   |       | 57.317169, 14.456739 | 10068200740001 | Ladda upp en bild av detta fornminne      |
| Vrigstad 80:1              | Stenkrets                        |              | Vrigstad, Småland   |       | 57.397308, 14.394539 | 10068200800001 | Ladda upp en bild av detta fornminne      |
| Vrigstad 82:1              | Röse                             |              | Vrigstad, Småland   |       | 57.314409, 14.463358 | 10068200820001 | Ladda upp en bild av detta fornminne      |
| Vrigstad 92:1              | Stensättning                     |              | Vrigstad, Småland   |       | 57.343233, 14.437116 | 10068200920001 | Ladda upp en bild av detta fornminne      |
| Vrigstad 95:1              | Röse                             |              | Vrigstad, Småland   |       | 57.359086, 14.538921 | 10068200950001 | Ladda upp en bild av detta fornminne      |
| Vrigstad 96:1              | Stensättning                     |              | Vrigstad, Småland   |       | 57.359212, 14.528268 | 10068200960001 | Ladda upp en bild av detta fornminne      |
| Vrigstad 97:1              | Stensättning                     |              | Vrigstad, Småland   |       | 57.360356, 14.537257 | 10068200970001 | Ladda upp en bild av detta fornminne      |
| Vrigstad 98:1              | Röse                             |              | Vrigstad, Småland   |       | 57.360694, 14.538111 | 10068200980001 | Ladda upp en bild av detta fornminne      |
| Vrigstad 105:1             | Stensättning                     |              | Vrigstad, Småland   |       | 57.332755, 14.473439 | 10068201050001 | Ladda upp en bild av detta fornminne      |
| Vrigstad 121:1             | Stensättning                     |              | Vrigstad, Småland   |       | 57.377857, 14.401135 | 10068201210001 | Ladda upp en bild av detta fornminne      |
| Vrigstad 158:1             | Röse                             |              | Vrigstad, Småland   |       | 57.350308, 14.539843 | 10068201580001 | Ladda upp en bild av detta fornminne      |
| Vrigstad 159:1             | Röse                             |              | Vrigstad, Småland   |       | 57.351295, 14.538834 | 10068201590001 | Ladda upp en bild av detta fornminne      |
| Vrigstad 166:1             | Stensättning                     |              | Vrigstad, Småland   |       | 57.346106, 14.491570 | 10068201660001 | Ladda upp en bild av detta fornminne      |
| Vrigstad 178:1             | Röse                             |              | Vrigstad, Småland   |       | 57.373124, 14.445706 | 10068201780001 | Ladda upp en bild av detta fornminne      |
| Vrigstad 186:1             | Stensättning                     |              | Vrigstad, Småland   |       | 57.308837, 14.466370 | 10068201860001 | Ladda upp en bild av detta fornminne      |
| Vrigstad 187:1             | Stensättning                     |              | Vrigstad, Småland   |       | 57.365877, 14.424142 | 10068201870001 | Ladda upp en bild av detta fornminne      |
| Vrigstad 193:1             | Stensättning                     |              | Vrigstad, Småland   |       | 57.343911, 14.476371 | 10068201930001 | Ladda upp en bild av detta fornminne      |
| Vrigstad 247:1             | Hällristning                     |              | Vrigstad, Småland   |       | 57.356874, 14.481194 | 10068202470001 | Ladda upp en bild av detta fornminne      |
| Vrigstad 292               | Kyrka/kapell                     |              | Vrigstad, Småland   |       | 57.355207, 14.469562 | 12000000084337 | Ladda upp en till bild av detta fornminne |